# Surinaamse parlementsverkiezingen 2015
De Surinaamse parlementsverkiezingen van 2015 werden gehouden op 25 mei 2015. Tijdens de verkiezingen werden de 51 leden van de De Nationale Assemblée gekozen.
In het kiesdistrict Paramaribo namen de meeste partijen deel, namelijk 11. De zittende president, Desi Bouterse, was in dat kiesdistrict de lijsttrekker voor de Nationale Democratische Partij. 
Zes partijen hadden zich verenigd in de politieke alliantie V7. Deze alliantie kwam grotendeels overeen met de combinatie Nieuw Front, die in 2010 meedeed aan de verkiezingen. Grootste partij in deze alliantie was de VHP van Chan Santokhi. Tot V7 behoorde ook de partij van oud-president Ronald Venetiaan, de NPS.  
In het district Marowijne stond ABOP-leider Ronnie Brunswijk op de lijst voor de Alternatieve Combinatie. 
De kosten van de organisatie van de verkiezingen waren 84 miljoen SRD (25 miljoen euro).

## Partijen en kandidaten

### Deelnemende partijen
De volgende elf partijen namen deel aan de verkiezingen van 2015:
(Combinaties vetgedrukt)
| Naam                                                           | afkorting | voorzitter       | Kieskringen /10 | lijst      |
| -------------------------------------------------------------- | --------- | ---------------- | --------------- | ---------- |
| Alternatieve Combinatie                                        | AC        | Ronnie Brunswijk | 10              | kandidaten |
| A Nyun Combinatie                                              | ANC       | Paul Abena       | 5               | kandidaten |
| Amazone Partij Suriname                                        | APS       | René Artist      |                 |            |
| Democratie en Ontwikkeling in Eenheid                          | DOE       | Carl Breeveld    |                 |            |
| Duurzaam en Rechtvaardig Samenleven                            | DRS       | Clifford Marica  | 2               | kandidaten |
| Mega Front                                                     | MF        | Dharm Mungra     | 8               | kandidaten |
| Nationale Democratische Partij                                 | NDP       | Desi Bouterse    | 10              |            |
| Nationale Ontwikkelings Partij                                 | NOP       | Melvin Clemens   |                 |            |
| Partij voor Integriteit, Nationale motivatie en Gelijke kansen | PING      | Ramsoender Jhauw | 6               | kandidaten |
| Progressieve Arbeiders en Landbouwers Unie                     | PALU      | Jim Hok          | 4               | kandidaten |
| V7                                                             | V7        | Chan Santokhi    | 10              | kandidaten |

### Kandidaten per district
Brokopondo - Commewijne - Coronie - Marowijne - Nickerie - Para - Paramaribo - Saramacca - Sipaliwini - Wanica

## Uitslag
|            | AC | DOE | NDP | PALU | V7 | totaal |
| ---------- | -- | --- | --- | ---- | -- | ------ |
| Brokopondo | 1  |     | 2   |      |    | 3      |
| Commewijne |    |     | 2   |      | 2  | 4      |
| Coronie    |    |     | 1   | 1    |    | 2      |
| Marowijne  | 2  |     | 1   |      |    | 3      |
| Nickerie   |    |     | 2   |      | 3  | 5      |
| Para       |    |     | 3   |      |    | 3      |
| Paramaribo | 1  | 1   | 9   |      | 6  | 17     |
| Saramacca  |    |     | 1   |      | 2  | 3      |
| Sipaliwini | 1  |     | 3   |      | 1  | 4      |
| Wanica     |    |     | 3   |      | 4  | 7      |
| totaal     | 5  | 1   | 26  | 1    | 18 | 51     |

| Partij                    | Stemmen | %     | Zetels |
| ------------------------- | ------- | ----- | ------ |
| NDP                       | 117.751 | 45,46 | 26     |
| V7                        | 96.710  | 37,29 | 18     |
| AC                        | 27.513  | 10,54 | 5      |
| DOE                       | 11.168  | 4,31  | 1      |
| PALU                      | 1.736   | 0,67  | 1      |
| MF                        | 1.133   | 0,44  | 0      |
| ANC                       | 1.111   | 0,43  | 0      |
| APS                       | 843     | 0,33  | 0      |
| DRS                       | 663     | 0,26  | 0      |
| NOP                       | 415     | 0,16  | 0      |
| PING                      | 314     | 0,12  | 0      |
| Totaal                    | 259.030 | 100   | 51     |
| Geregistreerde kiezers    | 356.223 |       | –      |
| Bron: Caribbean Elections |         |       |        |

## Gekozen Assemblée-leden
Hier volgt de lijst van de 51 leden die voor de periode 2015-2020 zijn gekozen voor De Nationale Assemblée. De beëdiging vond op 30 juni plaats.

### Nationale Democratische Partij (NDP)
- Ashwin Adhin (opvolging op 25 september 2015 door Keshopersad Gangaram Panday)
- Silvana Afonsoewa
- Desi Bouterse (opvolging op 30 juni 2015 door Ronald Hooghart)
- Melvin Bouva
- Ricky Kromodihardjo (opvolging op 25 september 2015 door Ruchsana Ilahibaks)
- André Misiekaba (opvolging rond 13 juni 2019 door Daniëlla Sumter)
- Rabin Parmessar (opvolging op 21 maart 2016 door Roché Hopkinson)
- Jennifer Geerlings-Simons
- Stephen Tsang (opvolging op 22 mei 2018 door Oesman Wangsabesari)
- Amzad Abdoel
- Soeresh Algoe (opvolging op 25 september 2015 door Hans Sandjon)
- Rossellie Cotino
- Erwin Linga
- Aida Nading
- Rashied Doekhi
- Guilliano Snip
- Grace Watamaleo
- Rajiv Ramsahai
- Jenny Warsodikromo
- Naomi Samidin
- Patrick Kensenhuis
- Jennifer Vreedzaam
- Glenn Sapoen
- Sergio Akiemboto (opvolging op 25 september 2015 door Wendell Asadang)
- Frederik Finisie (opvolging op 25 september 2018 door Yvonne Maabo)
- Remie Tarnadi (opvolging op 23 januari 2018 door Joan Wielzen)

### V7

#### VHP
- Chan Santokhi
- Riad Nurmohamed
- Dew Sharman
- Asiskumar Gajadien
- Krishna Mathoera
- Djoties Jaggernath
- Jitendra Kalloe
- Mahinder Jogi
- Sheilendra Girjasing (opvolging op 4 december 2018 door Marlon Budike (NPS)[8]

#### PL
- Paul Somohardjo
- Ingrid Karta-Bink
- William Waidoe (stapte over naar de NDP)
- Raymond Sapoen (stapte over naar de HVB, geen opvolging sinds maart 2020 door Mohammad Mohab-Ali (VHP),[9] ondanks uitspraak Justitie[10])
- Diepak Chitan (stapte over naar de HVB, geen opvolging sinds maart 2020 door Prim Sardjoe (NPS),[9] ondanks uitspraak Justitie[10])

#### NPS
- Gregory Rusland
- Patricia Etnel

#### BEP
- Celsius Waterberg
- Rudolf Zeeman

### Algemene Bevrijdings- en Ontwikkelingspartij (ABOP)
- Ronnie Brunswijk
- Diana Pokie
- Dinotha Vorswijk
- Marinus Bee
- Edward Belfort

### DOE
- Carl Breeveld

### PALU
- Anton Paal (opvolging op 3 mei 2016 door Cleon Gonsalves[11])